# Kobbholmen
Kobbholmen är en ö i Finland. Den ligger i Finska viken och i kommunen Ingå i den ekonomiska regionen  Raseborg i landskapet Nyland, i den södra delen av landet. Ön ligger omkring 66 kilometer väster om Helsingfors.
Öns area är 7,7 hektar och dess största längd är 0,5 kilometer i öst-västlig riktning.